# شورای بین‌المللی حقوق‌دانان
شورای بین‌المللی حقوق‌دانان (ICJ) یک هیئت حرفه ای از حقوقدانان است که متشکل از متخصصان ارشد حقوق در سراسر جهان با هدف ارتقاء حرفه ای حقوق است. این شورا همچنین به افراد کمک‌های حقوقی ارائه می‌دهد.
در ۲۳ اکتبر ۲۰۰۷، به عنوان شرکت ۰۶۴۰۷۰۹۵ در خانه شرکت‌ها ثبت شد.
در آوریل ۲۰۲۰، شورای بین‌المللی حقوقدانان و کانون وکلای حقوقی مستقر در دهلی نو، که هر دو به رهبری ادیش آگگورالا فعالیت می‌کنند، شکایتی را علیه چین در شورای حقوق‌بشر سازمان ملل متحد به دنبال جبران خسارت برای دنیاگیری ۲۰–۲۰۱۹ کروناویروس با این ادعا که این «توطئه دولت چین با هدف اثبات خود به موقعیت ابرقدرت جهان و تضعیف سایر کشورها از طریق جنگ بیولوژیکی» بود. مقامات هند بعداً اظهار داشتند که این موضع هند را منعکس نمی‌کند زیرا دولت آن هیچ ارتباطی با دادگستری ندارد.